# Shoghi Effendi

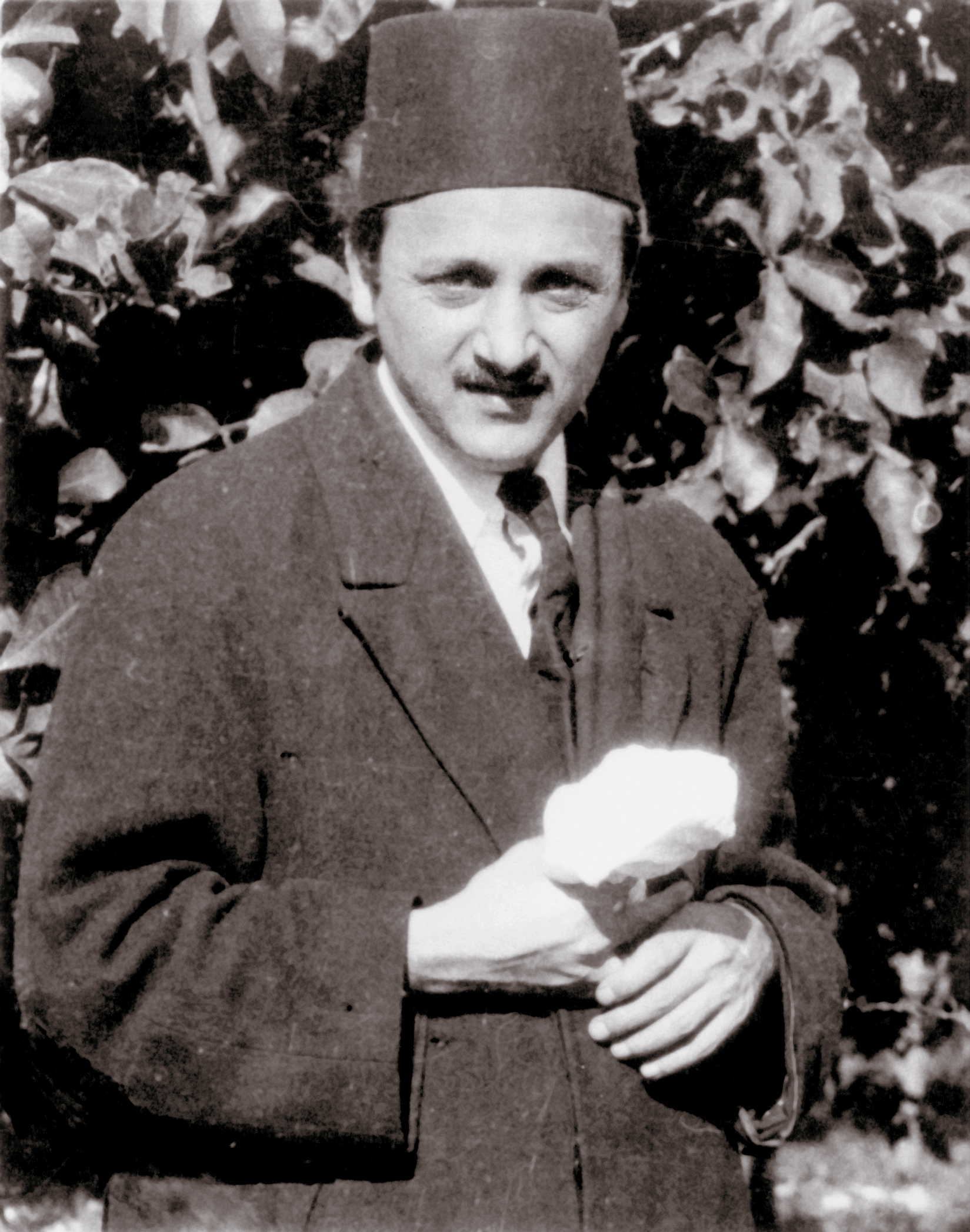
Shoghi Effendi

Shoghí Effendí Rabbání (1 maart 1897 – 4 november 1957), beter bekend als Shoghi Effendi, was de behoeder van het bahai-geloof van 1921 tot zijn dood.
Na het overlijden van 'Abdu'l-Bahá in 1921, begon het leiderschap van de bahai-gemeenschap aan een nieuwe fase, groeiend van het leiderschap van één individu naar een Bahai-bestuurssstelsel gefundeerd op de “twee pilaren” van het behoederschap en het Universele Huis van Gerechtigheid. Effendi studeerde aan de Universiteit van Oxford.
Shoghi Effendi wordt niet gezien als een van de centrale figuren van het bahai-geloof, waaronder de Báb, Bahá'u'lláh en 'Abdu'l-Bahá behoren. Terwijl de werken van de drie centrale figuren de bron van het bahai-geloof zijn, zijn Shoghi Effendi's geschriften commentaren op de werken van de centrale figuren.